# تونیا اوینگر
تونیا اوینگر (انگلیسی: Tonya Evinger؛ زادهٔ ۴ ژوئن ۱۹۸۱) ورزشکار هنرهای رزمی ترکیبی اهل ایالات متحده آمریکا است. وی از سال ۲۰۰۶ میلادی تاکنون مشغول فعالیت بوده‌است.